# Niels Christensen Arctander
Niels Christensen Arctander, född omkring 1660 i Viborg, Danmark, död 1700. Kaplan i Visselbjerg, var en psalmförfattare representerad i danska Psalmebog for Kirke og Hjem med en översättning från tyska till danska av psalmen "Jesu, deine tieffe Wunden" av Johann Heermann. 

## Psalmer
- Jesus, dine dybe vunder. Översatt från tyska till danska. Översättningen till svenska, Jesus, djupa såren dina, 1675 utförd av Ericus Laurentii Norenius och bearbetades av Anders Frostenson till Den svenska psalmboken 1986.